# Gare de Norfolk
La  gare de Norfolk est une gare ferroviaire des États-Unis située à Norfolk dans l'État de Virginie; elle est desservie par le Northeast Regional d'Amtrak, train circulant entre Norfolk et Boston.
Elle est située le long de l'Elizabeth River et à proximité de l'Harbor Park, le stade et la station du Métro léger de Norfolk.

## Histoire
Le bâtiment voyageurs est construit en décembre 2013 mais le service Amtrak vers Boston a débuté en décembre 2012.

## Service des voyageurs

### Desserte
Elle est desservie par une liaison longue-distance Amtrak :
- Northeast Regional: Norfolk - Boston